# Ewa Maria Morelle
Ewa Maria Morelle, właściwie Ewa Frykowska (ur. 1939 w Łodzi) – polska modelka.

## Życiorys
W latach 60. była modelką Domu Mody Telimena. W 1960 roku zadebiutowała jako aktorka w 9-minutowej etiudzie szkolnej Witolda Leszczyńskiego pt. "Zabawa". Autorka książki pt. "Słodkie życie" z 2007 roku, w której opisuje świat artystyczny w PRL-u. W 2010 i 2017 roku wystąpiła gościnnie w programie Dzień Dobry TVN.

## Życie prywatne
W listopadzie 1958 roku została żoną Wojciecha Frykowskiego. 9 marca 1959 roku urodziła syna Bartłomieja. Ślub kościelny odbył się w łódzkiej katedrze.
W 1977 roku na świat przyszło jej drugie dziecko – syn Filip.
Jest babką Agnieszki Frykowskiej.

## Sesje
- 2009: Sesja do magazynu Viva![6]

## Publikacje
- 2007: "Słodkie życie" (ISBN 978-83-7515-046-9) – autorka książki.